# Still Wakes the Deep
Still Wakes the Deep est un jeu vidéo survival horror développé par The Chinese Room et publié par Secret Mode. L'histoire suit un électricien nommé Caz McLeary qui est coincé sur une plate-forme de forage pétrolier endommagée dans la mer du Nord en 1975, n'ayant aucun moyen de s'échapper alors qu'il est poursuivi par un monstre mystérieux dans des conditions météorologiques difficiles. Le jeu est sorti sur Microsoft Windows, PlayStation 5 et Xbox Series le 18 juin 2024.

## Système de jeu
Still Wakes the Deep est un jeu vidéo d'horreur psychologique joué à la première personne. Le jeu se déroule en décembre 1975, sur une plate-forme pétrolière nommée Beira D en mer du Nord. Le joueur prend le contrôle d'un électricien de Glasgow nommé Caz McLeary, qui doit naviguer à travers la plate-forme pétrolière à la suite d'un événement catastrophique à la recherche d'une échappatoire, tout en survivant aux intempéries et en évitant une créature mystérieuse. Le personnage du joueur peut courir, sauter et grimper aux échelles. Cependant, le jeu ne dispose pas de système de combat et les joueurs doivent compter sur la furtivité et résoudre des énigmes pour progresser.

## Développement
Le développement du jeu a été dirigé par The Chinese Room, le studio derrière Dear Esther, Amnesia: A Machine for Pigs et Everybody's Gone to the Rapture. Le concept du jeu a été créé par le cofondateur du studio, Dan Pinchbeck, qui a dirigé le jeu jusqu'à son départ mi-2023. John McCormack, le directeur artistique du jeu, a ensuite été promu pour remplacer Pinchbeck. "The Thing sur une plate-forme pétrolière" était le pitch original du jeu, tandis que la nouvelle, La Chose, a inspiré l'atmosphère générale du jeu. L'équipe a estimé que le décor, qui voit un groupe de professionnels bloqués dans un endroit éloigné sans connexions extérieures, constituait un excellent lieu pour une expérience dramatique. Une plate-forme pétrolière a été choisie comme décor du jeu, car cet environnement offrait l'occasion d'explorer différents types de peurs telles que "le vertige, la noyade ou la claustrophobie". Un large éventail de films, tels que Annihilation, Midsommar, Sapphire and Steel et Suspiria, ont tous influencé le jeu.
Comme le jeu se déroule en Écosse, l'équipe a profité de l'occasion pour inclure des voix qui ne sont généralement pas représentées dans les jeux se déroulant au Royaume-Uni. Des doubleurs de l'île de Skye, Dundee, Aberdeen et Glasgow ont été recrutés. L'équipe a passé beaucoup de temps à interroger des personnes qui travaillent sur ces plates-formes pétrolières et à consulter les archives documentaires de British Petroleum pour s'assurer que la plate-forme pétrolière représentée dans le jeu était authentique et fidèle à l'époque. McCormack, qui est lui-même écossais, a conseillé l'équipe sur l'esthétique de l'Écosse dans les années 1970. Abigail's Party, Scarfolk, Ne vous retournez pas et Rosemary's Baby ont été cités comme sources d'inspiration pour l'apparence générale du jeu, qui se voulait "déroutante" et "troublante" malgré son apparence initiale anodine. L'Aventure du Poséidon a été citée comme une inspiration majeure pour l'équipe qui voulait que les joueurs "craignent les vagues et se sentent piégés au-dessus de l'eau froide et sombre alors qu'elle inonde la plate-forme". L'équipe voulait également capturer le sentiment du "dreich", un mot écossais représentant un temps gris et maussade, et le sentiment que "le temps a enlevé toute la couleur et la joie des environs".
Le jeu ne dispose d'aucun système de combat et l'équipe a souligné que le personnage du joueur n'est pas un héros de film d'action. Le révérend Frank Scott de L'Aventure du Poséidon a été décrit comme "l'archétype parfait" de McLeary, le personnage principal "non athlétique" du jeu. Il s'agit d'un choix intentionnel visant à faire en sorte que les joueurs se sentent "impuissants", afin que chaque décision prise par les joueurs ait un impact. La résolution d’énigmes et la transversalité deviennent donc les principaux moyens de progression des joueurs. Les premières sections du jeu sont axées sur la connaissance de l'équipage de la plate-forme pétrolière. Cette section du jeu a été inspirée par les œuvres de Ken Loach. Ces sections ont été utilisées pour juxtaposer les parties ultérieures du jeu qui se concentrent davantage sur l'horreur et l'action. Les joueurs doivent parfois revenir sur certaines zones du jeu, bien qu'elles soient modifiées au fur et à mesure qu'elles sont détruites ou inondées, ouvrant potentiellement de nouvelles zones à explorer aux joueurs.
Le jeu a été annoncé en juin 2023 par The Chinese Room. Il est sorti le 18 juin 2024 pour Microsoft Windows, PlayStation 5 et Xbox Series. The Chinese Room et l'éditeur Secret Mode se sont associés à Microsoft pour promouvoir le jeu, qui sera également disponible pour les abonnés Xbox Game Pass lors de son lancement.